# 韋科山 (西納區)
14°37′12″S 69°17′32″W / 14.62000°S 69.29222°W
韋科山（Huejo），是秘魯的山峰，位於該國東南部普諾大區，由聖安東尼奧德普蒂納省的西納區負責管轄，屬於阿波洛班巴山脈的一部分，海拔高度約4,900米。